# 4 Vesta
Vesta (designado formalmente 4 Vesta) é o segundo maior asteroide do Sistema Solar e o principal corpo da família Vesta, com um diâmetro médio de 530 km, até ser promovido a protoplaneta em maio de 2012. Foi descoberto por Heinrich Wilhelm Olbers em 29 de março de 1807. O nome provém da deusa romana Vesta, a deusa virgem da casa, correspondente à deusa da mitologia grega Héstia. Está localizado no cinturão de asteroides, região entre as órbitas de Marte e Júpiter, a 2,36 UA do Sol. Vesta é um asteroide tipo V. Seu tamanho e o brilho pouco comum na superfície fazem de Vesta o mais brilhante asteroide. É o único asteroide que é ocasionalmente visível a olho nu.
Teoriza-se que nos primeiros tempos do sistema solar, Vesta era tão quente que o seu interior derreteu. Isto resultou numa diferenciação planetária do asteroide. Provavelmente tem uma estrutura em camadas: um núcleo metálico de níquel-ferro coberto por uma camada (manto) de olivina. A superfície é de rocha basáltica, originária a partir de antigas erupções vulcânicas. A atividade vulcânica não existe hoje.
Em 16 de julho de 2011 a sonda da NASA Dawn entrou em órbita ao redor de Vesta para uma exploração de um ano. A Dawn saiu da órbita de Vesta em 4 de setembro de 2012 para viajar a Ceres.